# Пристенский район
При́стенский район — административно-территориальная единица (район) и муниципальное образование (муниципальный район) на юге Курской области России.
Административный центр — посёлок городского типа Пристень.

## География
Площадь 1010 км². Район граничит с Обоянским, Медвенским, Солнцевским, Мантуровским районами Курской области, а также с Белгородской областью.
Водные ресурсы представлены в основном мелководными реками относящимися к бассейну Днепра. Наиболее крупной рекой является Сейм, проходящая по восточной части района, протяженность - 10 км. Кроме этого крупными реками на территории района являются Плоская - 22 км, Донецкая Сеймица – 32 км, Ржавчик – 16 км, Запселец – 18 км, Ольшанка, Вичинная и Голая – по 10 км, Нагольненский Колодезь – 14 км и др.

## История
Пристенский район образован в 1935 году, как Марьинский район. В состав района вошли 15 сельсоветов. Территория новообразованного района составляла 696 кв. км², население — 35,4 тыс. человек. Современное название носит с 1959 года.
1 февраля 1963 года, в результате административной реформы по укрупнению, Пристенский район был упразднен и вошёл в состав Солнцевского района .Восстановлен в современных границах 12 января 1965 года.

## Население
| 2002    | 2004    | 2007    | 2009    | 2010    | 2011    | 2012    | 2013    | 2014    |
| ------- | ------- | ------- | ------- | ------- | ------- | ------- | ------- | ------- |
| 21 249  | ↘20 600 | ↘18 738 | ↘18 297 | ↘16 893 | ↘16 804 | ↘16 434 | ↘16 056 | ↘15 822 |
| 2015    | 2016    | 2017    | 2018    | 2019    | 2020    | 2021    |         |         |
| ↘15 678 | ↘15 513 | ↗15 515 | ↘15 317 | ↘14 903 | ↘14 658 | ↘14 326 |         |         |

### Урбанизация
Городское население (рабочие посёлки Кировский и Пристень)  составляет 51,37 % от всего населения района.

### Национальный состав
По итогам переписи населения 2020 года проживали следующие национальности (национальности менее 0,1 % и другое, см. в сноске к строке «Другие»):
| Национальность | Численность, чел. | Доля     |
| -------------- | ----------------- | -------- |
| Русские        | 13 716            | 95,74 %  |
| Украинцы       | 170               | 1,19 %   |
| Армяне         | 44                | 0,31 %   |
| Молдаване      | 19                | 0,13 %   |
| Другие         | 377               | 2,63 %   |
| Итого          | 14 326            | 100,00 % |

## Административное деление
Пристенский район как административно-территориальная единица включает 18 сельсоветов и 2 рабочих посёлка.
В рамках организации местного самоуправления в муниципальный район входят 10 муниципальных образований, в том числе 2 городских и 8 сельских поселений:
| №        | Муниципальное образование  | Административный центр    | Количество населённых пунктов | Население (чел.) | Площадь (км²) |
| -------- | -------------------------- | ------------------------- | ----------------------------- | ---------------- | ------------- |
| 1e-06    | Городские поселения:       |                           |                               |                  |               |
| 1        | посёлок Кировский          | рабочий посёлок Кировский | 2                             | ↗2529            | 93,18         |
| 2        | посёлок Пристень           | рабочий посёлок Пристень  | 1                             | ↘4912            | 6,15          |
| 2.000002 | Сельские поселения:        |                           |                               |                  |               |
| 3        | Бобрышевский сельсовет     | село Бобрышево            | 7                             | ↘1193            | 154,34        |
| 4        | Котовский сельсовет        | село Котово               | 11                            | ↘1010            | 147,32        |
| 5        | Нагольненский сельсовет    | хутор Луг                 | 4                             | ↘845             | 77,21         |
| 6        | Пристенский сельсовет      | село Пристенное           | 12                            | ↘751             | 128,97        |
| 7        | Сазановский сельсовет      | село Сазановка            | 8                             | ↗771             | 95,90         |
| 8        | Среднеольшанский сельсовет | село Верхняя Ольшанка     | 6                             | ↘678             | 97,24         |
| 9        | Черновецкий сельсовет      | село Черновец             | 12                            | ↘836             | 138,54        |
| 10       | Ярыгинский сельсовет       | село Ярыгино              | 6                             | ↗801             | 62,37         |

В ходе муниципальной реформы 2006 года в составе новообразованного муниципального района законом Курской области от 21 октября 2004 года были созданы 20 муниципальных образований, в том числе 2 городских поселения в рамках рабочих посёлков и 18 сельских поселений в границах сельсоветов.
Законом Курской области от 26 апреля 2010 года был упразднён ряд сельских поселений: Вышнеольшанский сельсовет (включён в Среднеольшанский сельсовет, который с апреля до декабря 2010 года назывался как Ольшанский сельсовет); Ракитинский сельсовет (включён в Бобрышевский сельсовет); Донсемицкий сельсовет (включён в Сазановский сельсовет); Большесетинский сельсовет и Колбасовский сельсовет (включены в Пристенский сельсовет); Большекрюковский сельсовет и Пселецкий сельсовет (включены в Котовский сельсовет); Луговской сельсовет (включён в Нагольненский сельсовет); Прилепский сельсовет и Верхнеплосковский сельсовет (включены в Черновецкий сельсовет). Соответствующие сельсоветы как административно-территориальные единицы упразднены не были.

## Населённые пункты
В Пристенском районе 69 населённых пунктов, в том числе два городских (рабочих посёлка) и 67 сельских населённых пунктов.
| №  | Населённый пункт            | Тип             | Население | Муниципальное образование  |
| -- | --------------------------- | --------------- | --------- | -------------------------- |
| 1  | Бобрышево                   | село            | ↘749      | Бобрышевский сельсовет     |
| 2  | Большие Крюки               | село            | ↘147      | Котовский сельсовет        |
| 3  | Большие Сети                | село            | ↘230      | Пристенский сельсовет      |
| 4  | Буковище                    | хутор           | ↘2        | Котовский сельсовет        |
| 5  | Васильевка                  | деревня         | ↘4        | Сазановский сельсовет      |
| 6  | Верхнее Котово              | деревня         | ↘126      | Котовский сельсовет        |
| 7  | Верхнеплоское               | деревня         | ↘192      | Черновецкий сельсовет      |
| 8  | Верхнеправоторский Колодезь | деревня         | ↘32       | Бобрышевский сельсовет     |
| 9  | Верхняя Ольшанка            | село            | ↘575      | Среднеольшанский сельсовет |
| 10 | Вихровка                    | деревня         | ↘186      | Ярыгинский сельсовет       |
| 11 | Вихровский                  | посёлок         | ↘146      | Ярыгинский сельсовет       |
| 12 | Владимировка                | деревня         | ↘114      | Черновецкий сельсовет      |
| 13 | Глафировка                  | хутор           | ↘0        | Пристенский сельсовет      |
| 14 | Горка                       | село            | ↘104      | Сазановский сельсовет      |
| 15 | Девятигорье                 | хутор           | ↘6        | Черновецкий сельсовет      |
| 16 | Дубки                       | хутор           | ↘144      | Сазановский сельсовет      |
| 17 | Еринка                      | хутор           | ↘126      | Бобрышевский сельсовет     |
| 18 | Залесье                     | деревня         | ↘22       | Сазановский сельсовет      |
| 19 | Ильинка                     | село            | ↘192      | Сазановский сельсовет      |
| 20 | Казначеевский               | хутор           | ↘23       | Котовский сельсовет        |
| 21 | Кировский                   | рабочий посёлок | ↘2447     | посёлок Кировский          |
| 22 | Колбасовка                  | деревня         | ↘177      | Пристенский сельсовет      |
| 23 | Комсомольский               | посёлок         | ↘122      | Ярыгинский сельсовет       |
| 24 | Корытное                    | хутор           | ↗6        | Среднеольшанский сельсовет |
| 25 | Котово                      | село            | ↘124      | Котовский сельсовет        |
| 26 | Красная Горка               | хутор           | ↘0        | Черновецкий сельсовет      |
| 27 | Красниково                  | село            | ↘126      | Котовский сельсовет        |
| 28 | Кривцово                    | деревня         | ↘305      | Бобрышевский сельсовет     |
| 29 | Лашинка                     | деревня         | ↘85       | Ярыгинский сельсовет       |
| 30 | Луг                         | хутор           | ↘195      | Нагольненский сельсовет    |
| 31 | Малые Сети                  | деревня         | ↘1        | Черновецкий сельсовет      |
| 32 | Масловка                    | деревня         | ↘0        | Черновецкий сельсовет      |
| 33 | Машкин                      | хутор           | ↗169      | Котовский сельсовет        |
| 34 | Мокренький                  | хутор           | ↘141      | Нагольненский сельсовет    |
| 35 | Нагольное                   | село            | ↘442      | Нагольненский сельсовет    |
| 36 | Нижняя Ольшанка             | село            | ↘47       | Среднеольшанский сельсовет |
| 37 | Озерки                      | хутор           | ↘41       | Пристенский сельсовет      |
| 38 | Озерский                    | посёлок         | ↗82       | посёлок Кировский          |
| 39 | Ольховатка                  | деревня         | ↘21       | Пристенский сельсовет      |
| 40 | Остренькое                  | хутор           | ↘21       | Среднеольшанский сельсовет |
| 41 | Отрадное                    | хутор           | ↘39       | Сазановский сельсовет      |
| 42 | Павловка                    | хутор           | ↘49       | Черновецкий сельсовет      |
| 43 | Пайки                       | хутор           | →0        | Пристенский сельсовет      |
| 44 | Переезд                     | хутор           | ↘27       | Котовский сельсовет        |
| 45 | Петровский                  | хутор           | ↗1        | Бобрышевский сельсовет     |
| 46 | Подольхи                    | хутор           | →0        | Пристенский сельсовет      |
| 47 | Покровка                    | деревня         | ↘41       | Черновецкий сельсовет      |
| 48 | Прилепы                     | деревня         | ↘189      | Черновецкий сельсовет      |
| 49 | Пристенное                  | село            | ↘338      | Пристенский сельсовет      |
| 50 | Пристень                    | рабочий посёлок | ↘4912     | посёлок Пристень           |
| 51 | Прудки                      | хутор           | ↘87       | Пристенский сельсовет      |
| 52 | Прудки                      | хутор           | ↘19       | Черновецкий сельсовет      |
| 53 | Пселец                      | село            | ↘492      | Котовский сельсовет        |
| 54 | Ракитинка                   | село            | ↘179      | Бобрышевский сельсовет     |
| 55 | Ржавчик                     | хутор           | ↘204      | Нагольненский сельсовет    |
| 56 | Сазановка                   | село            | ↘405      | Сазановский сельсовет      |
| 57 | Свободный                   | хутор           | ↗9        | Пристенский сельсовет      |
| 58 | Северное Двоелучное         | село            | ↘59       | Пристенский сельсовет      |
| 59 | Серебряное                  | хутор           | ↘0        | Среднеольшанский сельсовет |
| 60 | Средняя Ольшанка            | село            | ↘297      | Среднеольшанский сельсовет |
| 61 | Троицкое                    | село            | ↘160      | Бобрышевский сельсовет     |
| 62 | Троицкое                    | село            | ↘109      | Черновецкий сельсовет      |
| 63 | Черновец                    | село            | ↘331      | Черновецкий сельсовет      |
| 64 | Чибисовка                   | хутор           | ↘10       | Котовский сельсовет        |
| 65 | Шатиловка                   | село            | ↘44       | Сазановский сельсовет      |
| 66 | Южное Двоелучное            | село            | ↘34       | Пристенский сельсовет      |
| 67 | Яковлевка                   | деревня         | ↘87       | Котовский сельсовет        |
| 68 | Ярыгино                     | село            | ↘238      | Ярыгинский сельсовет       |
| 69 | 2-е Плоское                 | село            | ↘154      | Ярыгинский сельсовет       |

## Транспорт
Через район проходит железная дорога южного направления до Белгорода. Пассажирское и грузовое сообщение Ржава — Старый Оскол. Грузовое сообщение Ржава — Обоянь.

## Достопримечательности
Музей «Командный пункт Воронежского фронта» в п. Кировский. Во время Курской битвы 5.07.43-23.08.43г. там находился КП Воронежского фронта генерала армии Ватутина.

## Люди, связанные с районом
- Бобрышев, Юрий Иванович — мэр Великого Новгорода, уроженец села Бобрышево.
- Гридин, Виктор Фёдорович — советский и российский баянист-виртуоз, уроженец села Пристенное Пристенского района Курской области.